# 安士正夫
安士 正夫（やすし まさお、1912年9月3日 - 1970年10月4日）は、日本のフランス文学者、翻訳家。
東京都立大学名誉教授。筆名に中田 精一。

## 人物
北海道小樽市生まれ。1937年東京帝国大学仏文科卒、東京都立大学教授を務めた。
バルザックが専門だが、ルソー『新エロイーズ』を初めて完訳した。

## 著書
- 『バルザック研究 「人間喜劇」の成立』（東京創元社） 1960
- 『バルザック論考』（朝日出版社） 1972
- 『近代欧米文学史概説』（編、日本出版協同） 1952

## 翻訳
- 『ヨーロッパ文明史』上・下（フランソワ・ギゾー、中田精一名義訳、三邦出版社） 1943 - 1944
  - 『ヨーロッパ文明史』上・下（角川文庫） 1954
  - 『ヨーロッパ文明史 ローマ帝国の崩壊よりフランス革命にいたる』（みすず書房） 1987、新装版 2014ほか
- 『ジェルミナール 芽生えの月』第1（エミール・ゾラ、美紀書房） 1946
  - 『ジェルミナール 全訳版』 上・下（三笠書房、世界文学選書）1951
  - 『ジェルミナール』上・中・下（岩波文庫）1954、のち復刊 2016ほか
- 『結婚の生理学』（バルザック、万里閣） 1948
  - 『結婚の生理学』（バルザック、古田幸男共訳、「全集2」東京創元社） 1973
- 『新エロイーズ』全4巻（ルソー、河出書房） 1949 - 1951 / 岩波文庫 1960、のち復刊 1997ほか
- 『文学史の方法』（ブリュンティエール、小場瀬卓三, 平岡昇共訳、未來社） 1955